# Ranua
Ranua község Finnország északi részén, Lappföld déli részén található. A községben 4001 fő él 3694 négyzetkilométernyi területen, amelyből 241,9 négyzetkilométert vízfelület alkot. A község népsűrűsége 1,16 fő/km2. 
A községhez tartozó falvak a következők: Asmunti, Hosio, Impiö, Kelankylä, Kortteenperä, Kuha, Kuukasjärvi, Mauru, Nuupas, Petäjäjärvi, Pohjaslahti–Piittisjärvi, Portimo, Putkivaara, Raiskio, Rovastinaho, Saariharju, Saukkojärvi, Sääskilahti, Teerivaara, Telkkälä és Tolja.
Ranua területén 569 darab tó található. A két legnagyobb tó a község területén a Ranuajärvi és a Simojärvi. Számos zúgó található a terület vízfolyásain, melyek sok lazacnak adnak otthont. 
A községben található a Ranua Resort állatkert, mely a sarkvidék állatvilágát mutatja be. Ez az állatkert a világ legészakabbra fekvő állatkertje. 
A község testvértelepülése 1990 óta Iwasaki Japánban. 

## Fordítás
Ez a szócikk részben vagy egészben  a   Ranua című angol Wikipédia-szócikk ezen változatának fordításán alapul.  Az eredeti cikk szerkesztőit annak laptörténete sorolja fel. Ez a jelzés csupán a megfogalmazás eredetét és a szerzői jogokat jelzi, nem szolgál a cikkben szereplő információk forrásmegjelöléseként.